# Megaselia pabloi
Megaselia pabloi är en tvåvingeart som beskrevs av Brown 1994. Megaselia pabloi ingår i släktet Megaselia och familjen puckelflugor.
Artens utbredningsområde är Costa Rica. Inga underarter finns listade i Catalogue of Life.